# Klaus Roosen
Klaus Roosen (* 1944 in Heilbronn) ist ein deutscher Neurochirurg.
Roosen ging in Heilbronn zur Schule und erhielt seine Ausbildung als Neurochirurg bei Wilhelm Grote am Universitätsklinikum Essen. Er war Professor in Gießen und war von 1991 bis zur Emeritierung 2009 ordentlicher Professor für Neurochirurgie an der Universität Würzburg und Direktor der dortigen Neurochirurgischen Universitätsklinik.
Er befasste sich insbesondere mit Akustikusneurinomen und der Chirurgie der Wirbelsäule und des Rückenmarks (spinale und intraspinale Chirurgie). Es gab unter seiner Leitung ein neu eingerichtetes Tumorlabor, das Wachstum von Hirntumoren erforschte und eine Abteilung für experimentelle Neurochirurgie, wo unter anderem Mechanismen der Regeneration von Nerven nach Verletzungen erforscht wurden. 
2006 erhielt Roosen die Wilhelm-Tönnis-Medaille. Er war Vorsitzender der Deutschen Gesellschaft für Neurochirurgie.

## Schriften
- mit Hans-Peter Schlake: Der Hirntod als der Tod des Menschen, Deutsche Stiftung Organtransplantation, 1995